# Cherval
Cherval (okzitanisch Charvard) ist ein Ort und eine französische Gemeinde mit 226 Einwohnern (Stand: 1. Januar 2022) im Département Dordogne in der Region Nouvelle-Aquitaine. Die Gemeinde besteht aus dem Hauptort sowie einigen Weilern (hameaux) und Einzelgehöften (fermes). Die Bewohner werden Chervalais und Chervalaises genannt.

## Lage und Klima
Der Ort Cherval liegt in der Kulturlandschaft des Périgord in einer Höhe von ca. 115 m. Durch den Norden der Gemeinde fließt das Flüsschen Pude, im Süden entspringt die Sauvanie. Die Stadt Périgueux liegt knapp 42 km (Fahrtstrecke) südöstlich; die Kleinstadt Ribérac befindet sich gut 19 km südlich. Das Klima ist gemäßigt; Regen (ca. 834 mm/Jahr) fällt übers Jahr verteilt.

## Bevölkerungsentwicklung
| Jahr      | 1800 | 1851 | 1901 | 1954 | 1999 | 2015 |
| Einwohner | 1209 | 989  | 770  | 457  | 308  | 274  |

Der kontinuierliche Bevölkerungsrückgang im 20. Jahrhundert ist im Wesentlichen auf die Mechanisierung der Landwirtschaft und die Aufgabe von bäuerlichen Kleinbetrieben zurückzuführen.

## Wirtschaft
Die Bewohner der Gemeinde lebten jahrhundertelang als Selbstversorger von der Land- und Forstwirtschaft (Getreideanbau, Holzkohle); Obst und Gemüse wurden in den hauseigenen Gärten angebaut oder auf dem Markt angeboten. Im Ort selbst haben sich Kleinhändler und Handwerker niedergelassen.

## Geschichte
Auf dem Gemeindegebiet wurden jungsteinzeitliche Kleinfunde gemacht. Im 11./12. Jahrhundert entstand die romanische Kuppelkirche (ursprünglich wohl eine Prioratskirche), die im ausgehenden 13. Jahrhundert vom Templerorden wehrhaft ausgebaut wurde.

## Sehenswürdigkeiten
- Die Église Saint-Martin ist – neben der Abteikirche St-Nicolas (Trémolat) – eine der wenigen Kuppelkirchen des Périgord. Man nimmt an, dass das die Kirche bereits im 11. Jahrhundert fertiggestellt war; die Kuppeln wurden jedoch erst im 12. Jahrhundert aufgesetzt und der Ausbau zur Wehrkirche (Turm mit Wehrkammer und Wehrgang) erfolgte erst im 13. Jahrhundert. Die Kapelle auf der Nordseite mitsamt ihrem runden Treppenturm wurde erst im 17. Jahrhundert hinzugefügt und im 19. Jahrhundert restauriert. Das Kirchenbauwerk ist bereits seit dem Jahr 1913 als Monument historique klassifiziert.[3][4]

Umgebung
- Im äußersten Nordwesten der Gemeinde (45° 24′ 35″ N, 0° 21′ 21″ O) liegt am Ufer der Pude das Château de Clauzuroux aus dem 17./18. Jahrhundert. Der zweigeschossige Bau besteht aus einem mittleren Wohntrakt (corps de logis) und zwei höheren Seitenflügeln mit abgewalmte Mansardendächer und Lukarnenfenstern. Der Bau befindet sich in Privatbesitz und ist, zusammen mit einem Taubenhaus (pigeonnier) und mehreren Scheunen, seit den Jahren 1947 und 2002 in Teilen jeweils als Monument historique eingeschrieben.[5]
- Das Château du Bourbet ist ein zweigeschossiger Bau vom Ende des 18. Jahrhunderts, aber mit älteren Teilen; es liegt inmitten von Feldern und Wäldern und bildet den Mittelpunkt eines Gutsbetriebes mit angeschlossenem B&B-Hotel.[6]
- Das Château de la Feuillade liegt versteckt in einem Wäldchen. Es stammt aus dem 14. Jahrhundert, wurde aber im 17. Jahrhundert umgebaut. Es befindet sich in Privatbesitz.[7]

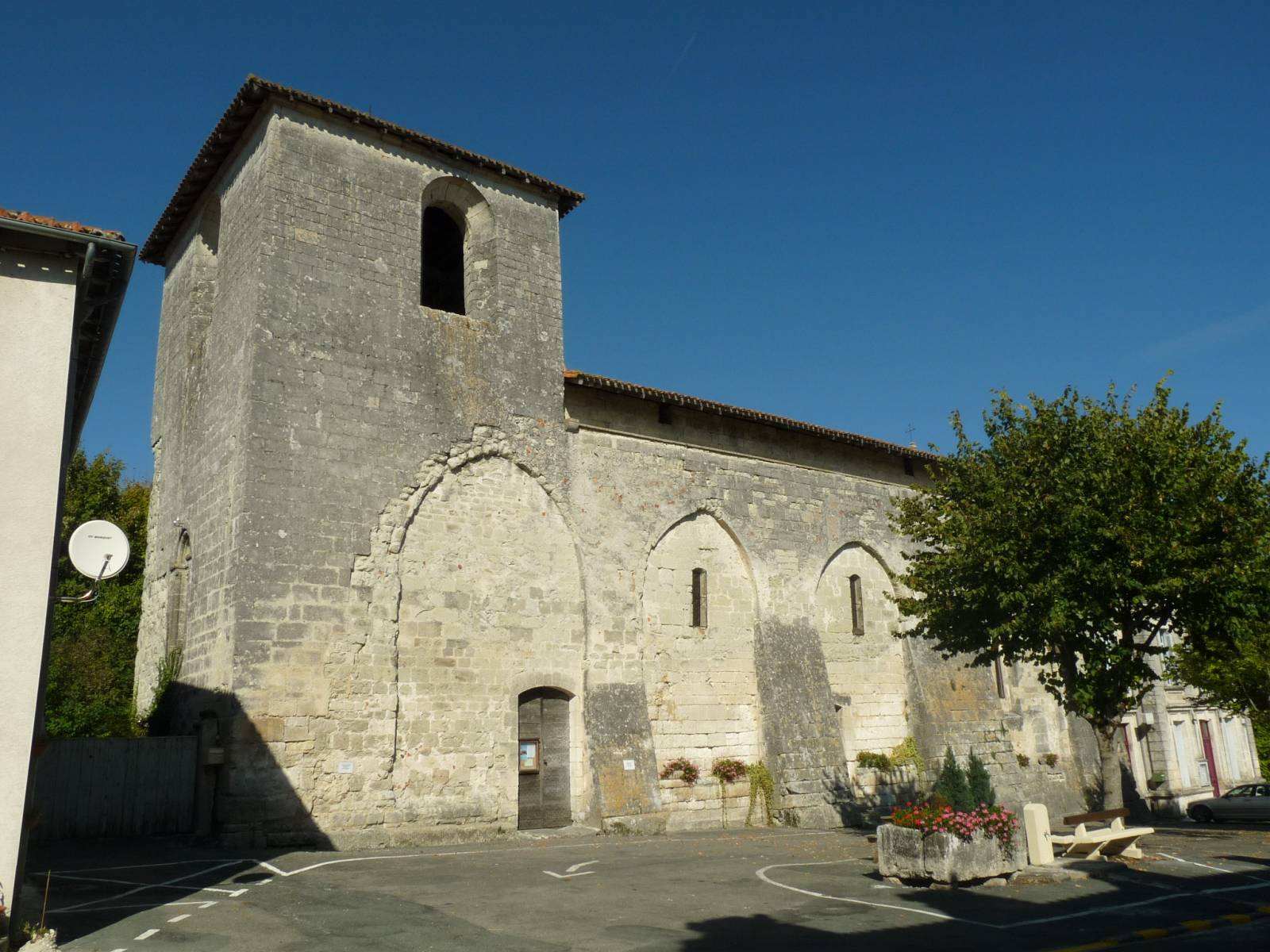
Église Saint-Martin
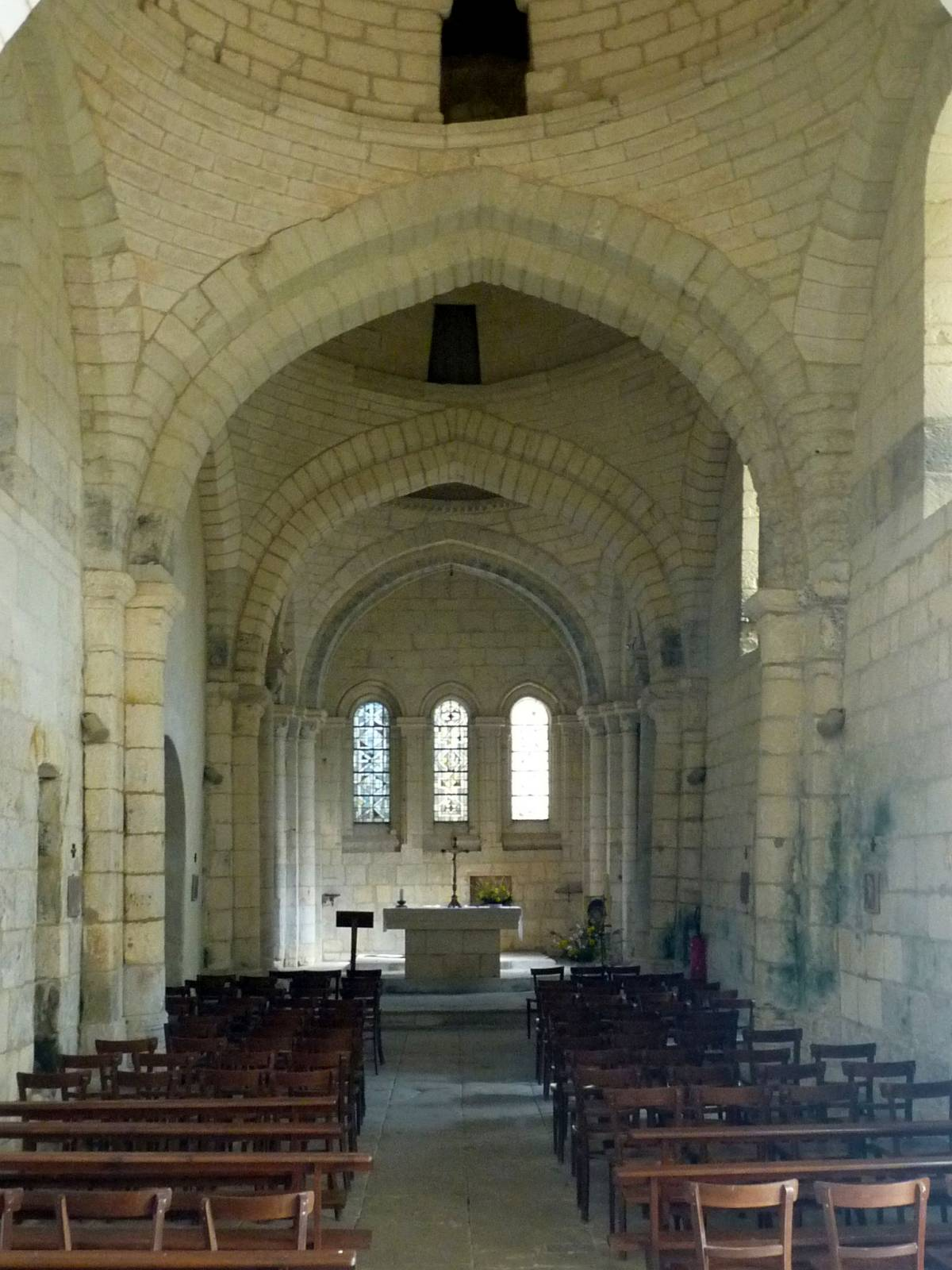
dto., Inneres
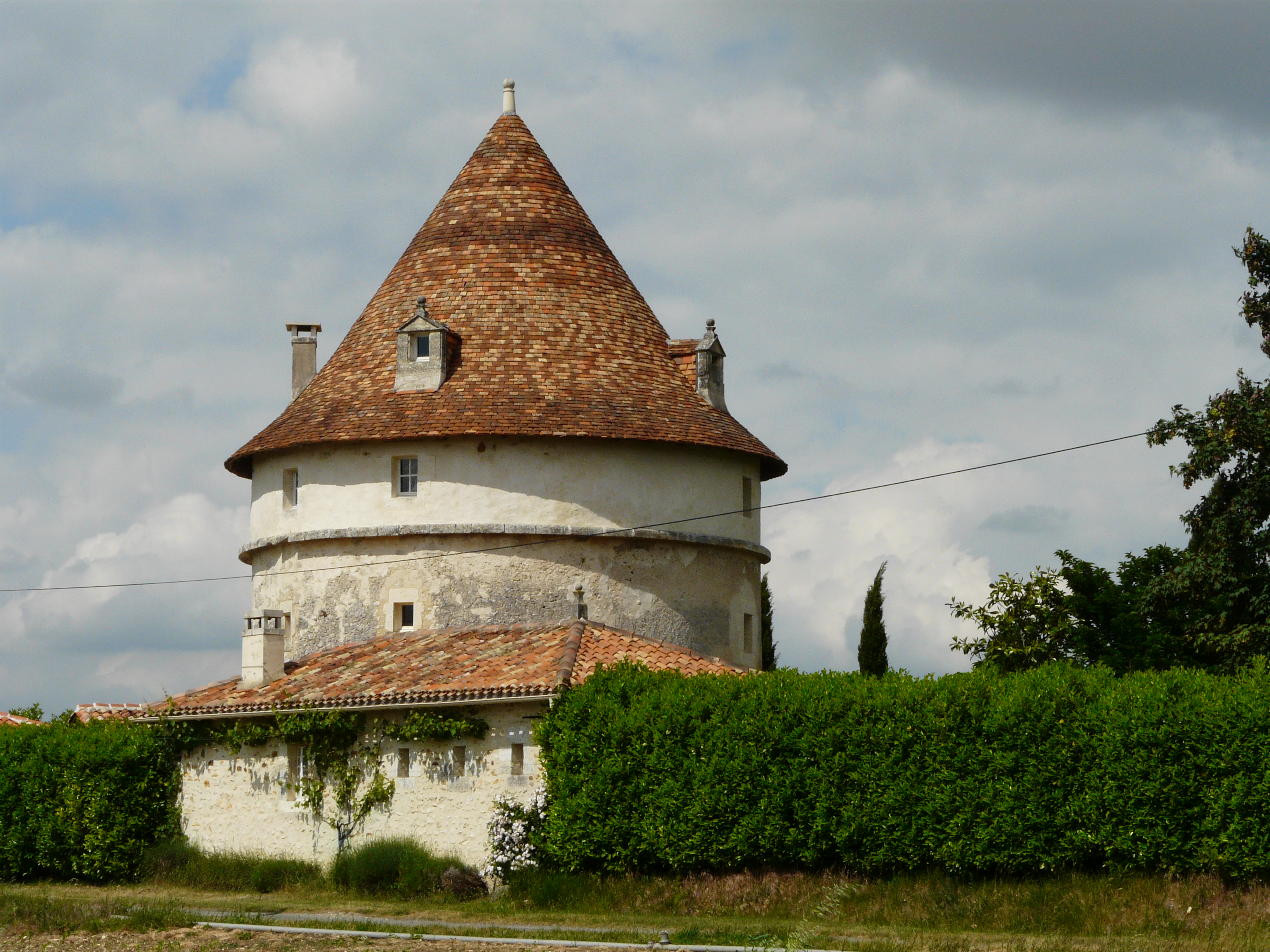
Taubenhaus des Château de Clauzuroux
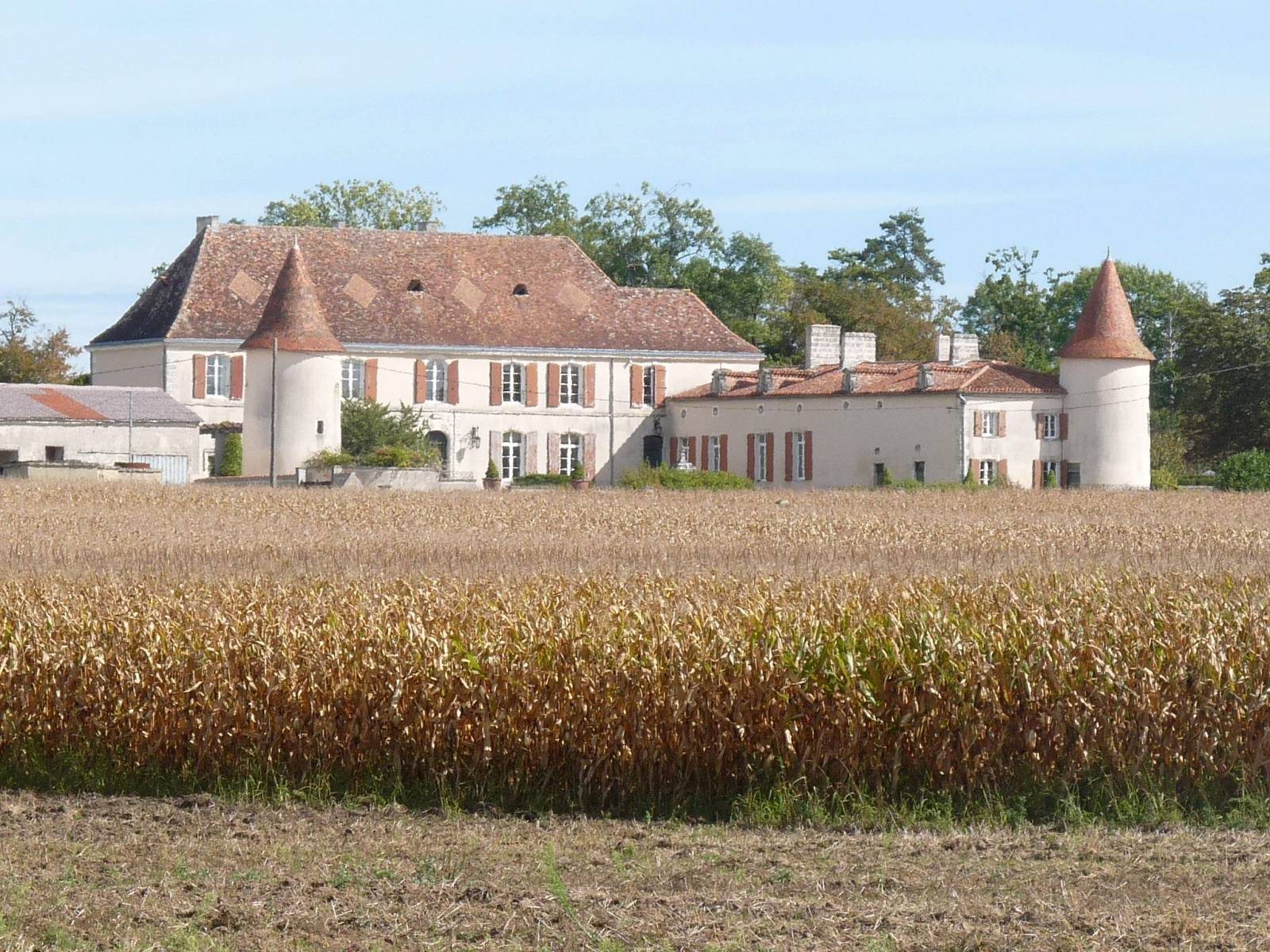
Château du Bourbet